# Monteverdia jefeana
Monteverdia jefeana es una especie de planta fanerógama perteneciente a la familia Celastraceae. Es endémica de Panamá. Está considerada  en peligro de extinción por pérdida de hábitat. 

## Hábitat
Sólo unos pocos registros de esta especie se conocen, todos de la misma región de Cerro Jefe y Cerro Azul hacia el norte-este de la Ciudad de Panamá.

## Taxonomía
La especie fue descrita como Maytenus jefeana por Cyrus Longworth Lundell y publicado en Phytologia 53(6): 414 en 1983.
En una revisión taxonómica en 2017 a partir de estudios filogenéticos, 123 especies anteriormente clasificadas dentro del género Maytenus pasaron a Monteverdia, entre ellas Maytenus jefeana, por lo que Monteverdia jefeana fue descrita como tal por primera vez por el botánico brasileño Leonardo Biral et al. y publicada en Systematic Botany 42 (4): 688 en 2017.

#### Basónimo
- Maytenus jefeana Britton, 1983

Etimología
Maytenus: nombre genérico de  maiten, mayten o mayton, un nombre mapuche para la especie tipo Maytenus boaria.
jefeana: epíteto geográfico que alude a su localización en el Cerro Jefe en Panamá